# 东洪镇
东洪镇，是中华人民共和国河南省驻马店市上蔡县下辖的一个乡镇级行政单位。

## 行政区划
东洪镇下辖以下地区：
河南村、河北村、赵楼村、南徐村、赵庄村、苏桥村、毛庄村、刘寨村、庄头村、孟庄村、蔡尧村、程楼村、桃台村、大路陈村、杨沈庄村、党湖张村、侯庄村、北徐村、陈庄村、张康村、张榆村、堡上村、穆庄村、别楼村、后楼村、龚庄村、万庄村和白庄村。